# Староматинська сільська рада
Старомати́нська сільська рада (рос. Староматинский сельский совет) — муніципальне утворення у складі Бакалинського району Башкортостану, Росія. Адміністративний центр — село Старі Мати.
Станом на 2002 рік існували Новоматинська сільська рада (село Нові Мати, присілки Ворсинка, Красна Горка, Мулланурово, Петровка) та Староматинська сільська рада (село Старі Мати, присілки Дубровка, Кизил-Буляк, Сазоновка).

## Населення
Населення — 1233 особи (2019, 1514 у 2010, 1899 у 2002).

## Склад
До складу поселення входять такі населені пункти:
| Населений пункт        | Населення, осіб (2002) | Населення, осіб (2010) |
| ---------------------- | ---------------------- | ---------------------- |
| Ворсинка, присілок     | 21                     | 14                     |
| Дубровка, присілок     | 26                     | 13                     |
| Кизил-Буляк, присілок  | 25                     | 12                     |
| Красна Горка, присілок | 35                     | 28                     |
| Мулланурово, присілок  | 158                    | 121                    |
| Нові Мати, село        | 392                    | 323                    |
| Петровка, присілок     | 41                     | 16                     |
| Сазоновка, присілок    | 17                     | 12                     |
| Старі Мати, село       | 1184                   | 975                    |